# Patriz Ilg
Patriz Ilg (Alemania Occidental, 5 de diciembre de 1957) es un atleta alemán, especializado en la prueba de 3000 m obstáculos en la que llegó a ser campeón del mundo en 1983.

## Carrera deportiva
En el Mundial de Helsinki 1983 ganó la medalla de oro en los 3000 m obstáculos, con un tiempo de 8:15.06 segundos, llegando a la meta por delante del polaco Bogusław Mamiński y del británico Colin Reitz.